# حيران (صنعاء)
حيران هي إحدى قرى الجمهورية اليمنية. تتبع جغرافيا لمحافظة صنعاء وإداريًا لمديرية الحيمة الداخلية. يبلغ تعداد سكانها 908 نسمة حسب الإحصاء الذي أجري عام 2004.